# Uparkot-Höhlen

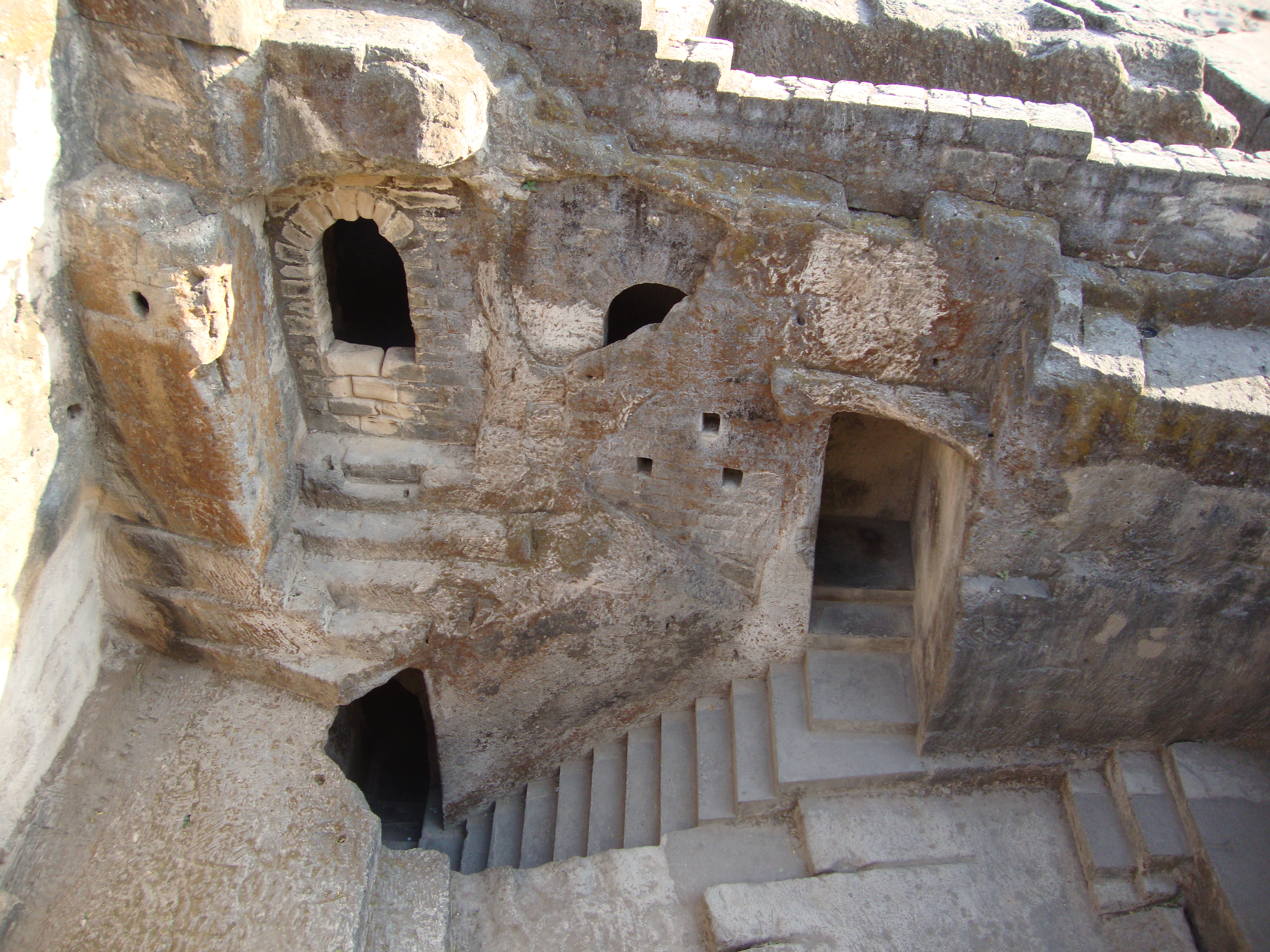
Uparkot-Höhlen

Uparkot-Höhlen – untere Ebene (1897)

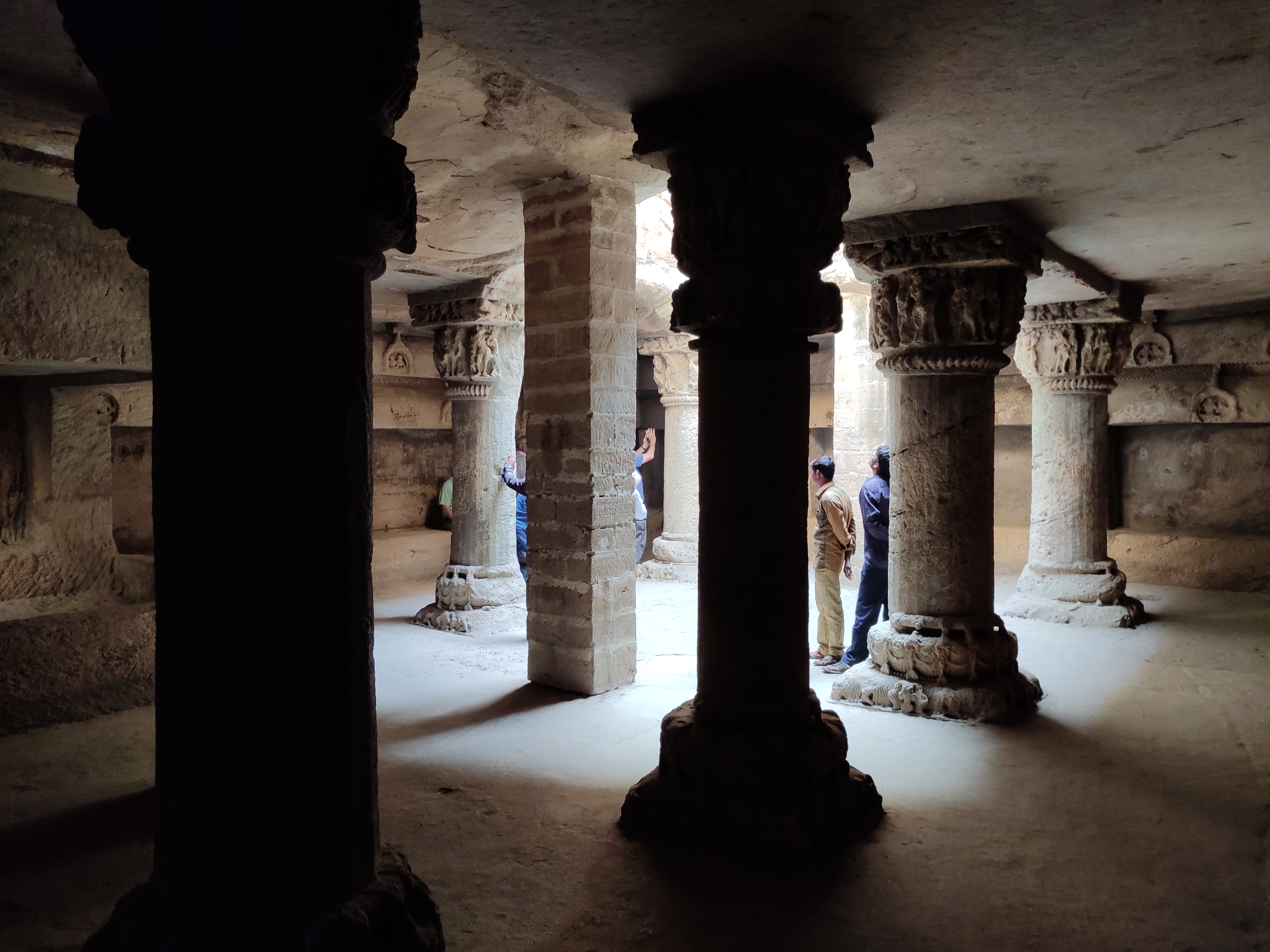
Uparkot-Höhlen – untere Ebene

Die Uparkot-Höhlen sind ein ehemaliges buddhistisches Höhlenkloster aus dem 2./3. Jahrhundert bei der heutigen Stadt Junagadh im indischen Bundesstaat Gujarat.

## Lage
Das ehemalige Kloster liegt etwa 1,5 km östlich der Innenstadt von Junagadh im Bereich des Forts am Fuß des Mount Girnar auf einer Höhe von ca. 100 m. Etwa 200 m nordöstlich befindet sich der etwa 20 m tief in den Fels gehauene Stufenbrunnen Adi Kadi Vav; sein Pendant Navghan Kuvo liegt etwa 300 m südlich. Etwa 500 m östlich befindet sich ein Gebäude mit einem in einen Felsblock gehauenes Ashoka-Edikt im Innern.

## Anlage
Die Klosteranlage wirkt heute verwirrend, da sie nicht – wie üblich – horizontal in eine Felswand hineingehauen worden ist, sondern mit zwei Ebenen vertikal in den anstehenden Fels. Besonders beachtenswert ist das an griechisch-römische Tempel erinnernde Untergeschoss mit seinen kannelierten und mit Kapitellen versehenen Säulen. Über den steinernen Sitzbänken, die möglicherweise auch als Schlafplätze gedient haben, befinden sich chandrasala-Motive.

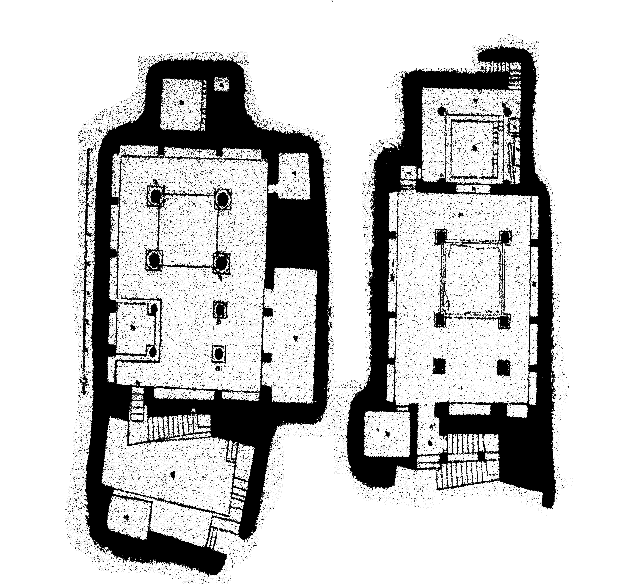
Uparkot-Höhlen, Grundriss
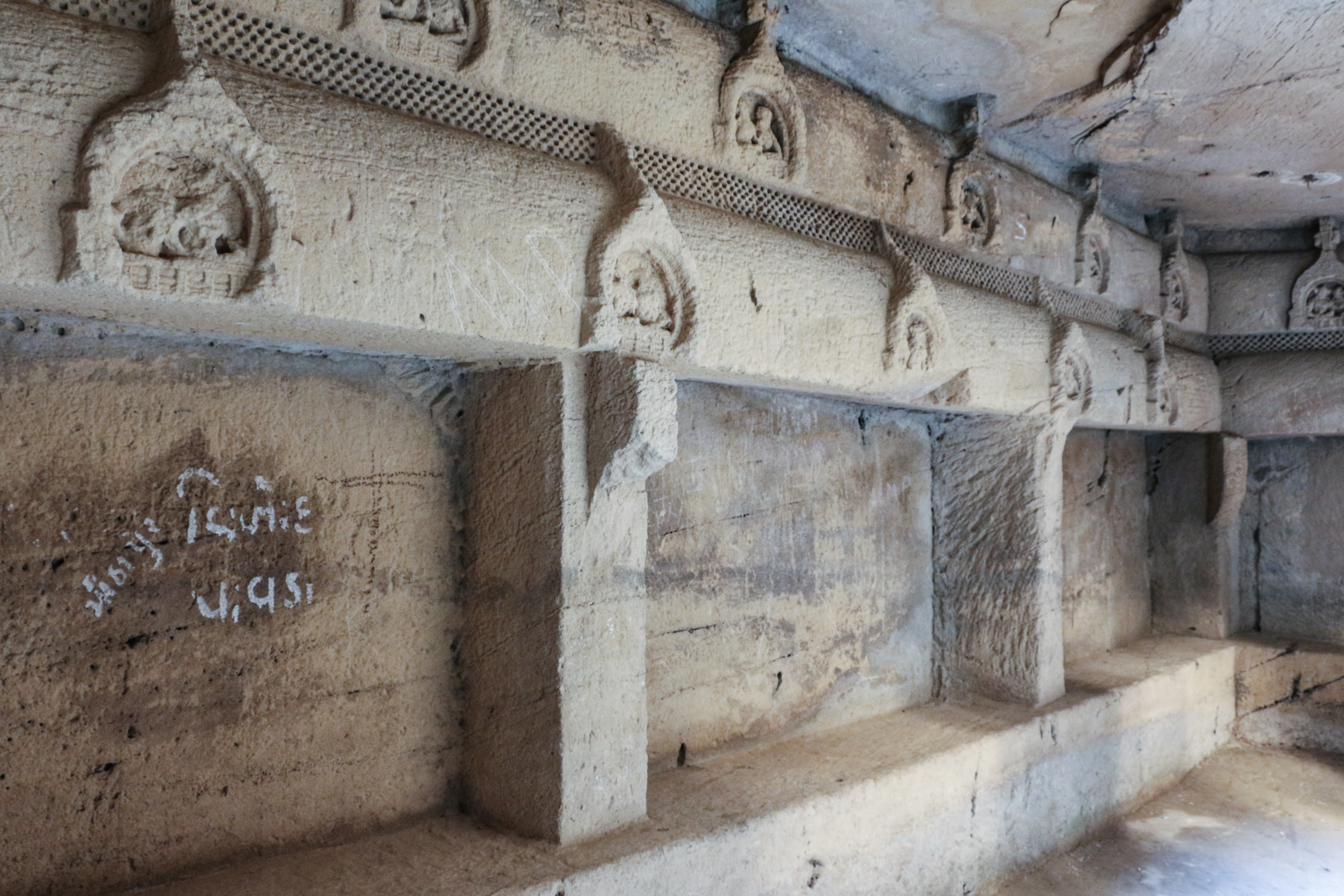
Sitzbänke für Mönche
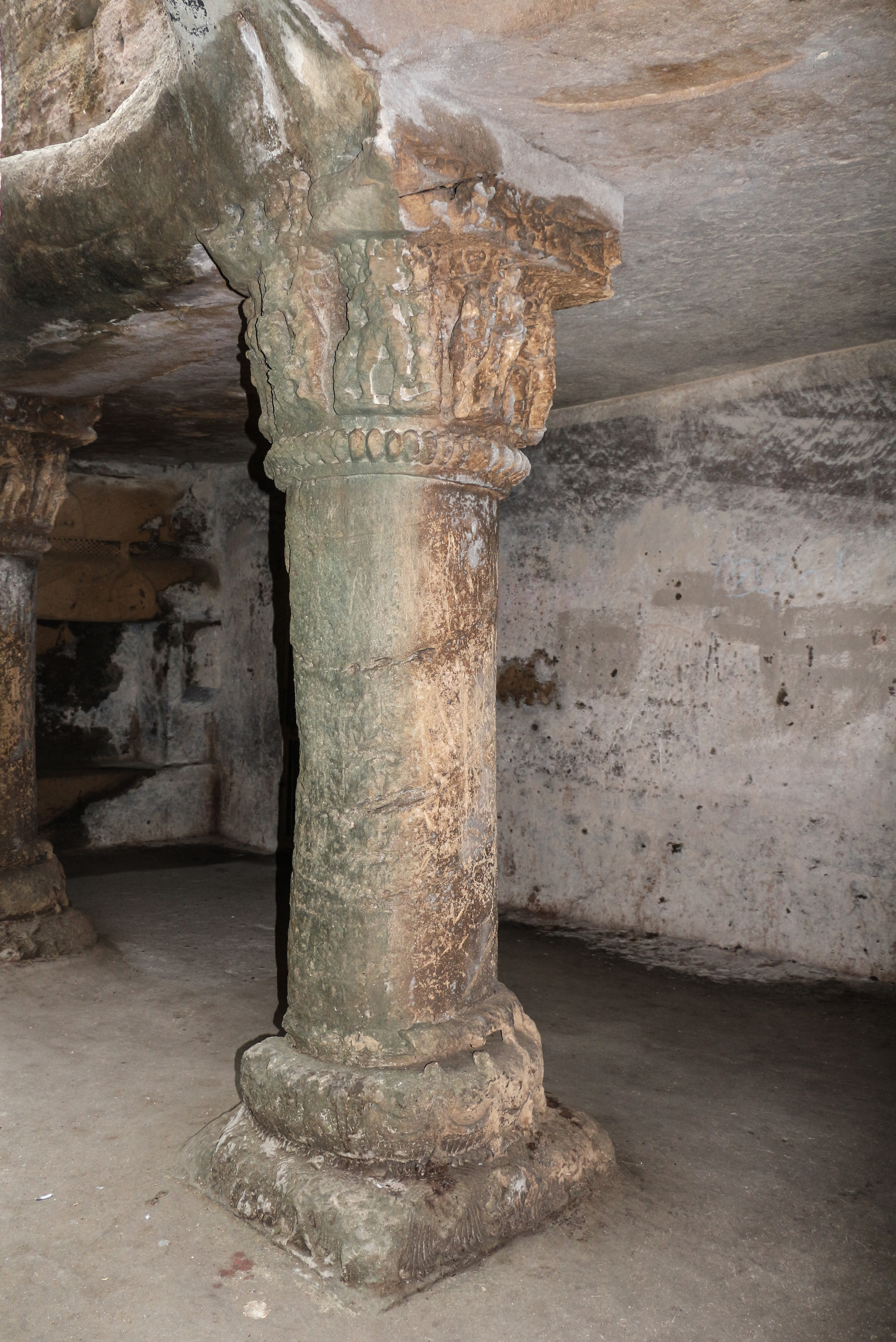
Ecksäule
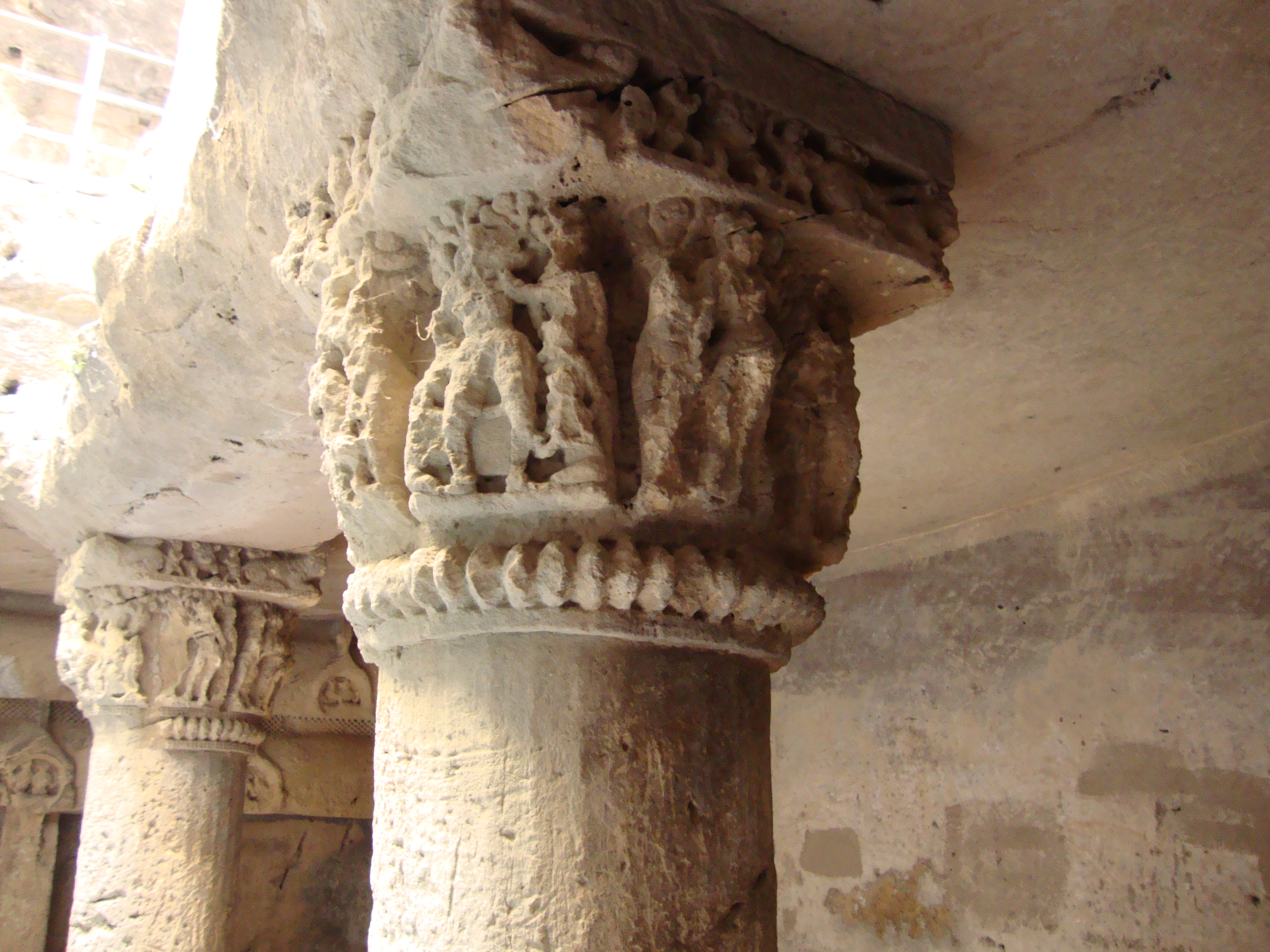
Kapitelle